# Deutsche Schwimmmeisterschaften 2011
Die 123. Deutschen Meisterschaften im Schwimmen fanden vom 31. Mai bis 5. Juni 2011 in der Schwimm- und Sprunghalle im Europasportpark Berlin statt und wurden vom Deutschen Schwimm-Verband organisiert. Der Wettkampf diente gleichzeitig als Qualifikationswettkampf für die Weltmeisterschaften 2011 in Shanghai.
| Disziplin           | Männer                                                           | Männer                                                           | Männer   | Frauen                                                          | Frauen                                                          | Frauen   |
| Disziplin           | Name                                                             | Verein                                                           | Zeit     | Name                                                            | Verein                                                          | Zeit     |
| 050 m Freistil      | Marco di Carli                                                   | SG Frankfurt                                                     | 00:22,14 | Britta Steffen                                                  | SG Neukölln Berlin                                              | 00:24,67 |
| 100 m Freistil      | Marco di Carli                                                   | SG Frankfurt                                                     | 00:48,24 | Britta Steffen                                                  | SG Neukölln Berlin                                              | 00:54,14 |
| 200 m Freistil      | Paul Biedermann                                                  | SV Halle/Saale                                                   | 01:45,72 | Silke Lippok                                                    | SSG Pforzheim                                                   | 01:58,24 |
| 400 m Freistil      | Paul Biedermann                                                  | SV Halle/Saale                                                   | 03:47,44 | Isabelle Härle                                                  | SV Nikar Heidelberg                                             | 04:12,81 |
| 800 m Freistil      | Christian Kubusch                                                | SC Magdeburg                                                     | 07:55,43 | Isabelle Härle                                                  | SV Nikar Heidelberg                                             | 08:34,83 |
| 1500 m Freistil0    | Christian Kubusch                                                | SC Magdeburg                                                     | 15:09,94 | Isabelle Härle                                                  | SV Nikar Heidelberg                                             | 16:20,17 |
| 050 m Brust         | Hendrik Feldwehr                                                 | SG Essen                                                         | 00:27,74 | Dorothea Brandt                                                 | SG Neukölln Berlin                                              | 00:30,83 |
| 100 m Brust         | Christian vom Lehn                                               | SG Bayer                                                         | 01:00,51 | Sarah Poewe                                                     | SG Bayer                                                        | 01:08,69 |
| 200 m Brust         | Christian vom Lehn                                               | SG Bayer                                                         | 02:08,97 | Caroline Ruhnau                                                 | SG Essen                                                        | 02:27,60 |
| 050 m Schmetterling | Steffen Deibler                                                  | Hamburger SC                                                     | 00:23,47 | Sina Sutter                                                     | SG Essen                                                        | 00:26,81 |
| 100 m Schmetterling | Benjamin Starke                                                  | SG Neukölln Berlin                                               | 00:51,65 | Sina Sutter                                                     | SG Essen                                                        | 00:59,01 |
| 200 m Schmetterling | Tim Wallburger                                                   | SG Neukölln Berlin                                               | 01:58,22 | Franziska Hentke                                                | SC Magdeburg                                                    | 02:10,79 |
| 050 m Rücken        | Helge Meeuw                                                      | SC Magdeburg                                                     | 00:25,14 | Jenny Mensing                                                   | SC Wiesbaden 1911                                               | 00:28,88 |
| 100 m Rücken        | Helge Meeuw                                                      | SC Magdeburg                                                     | 00:53,47 | Jenny Mensing                                                   | SC Wiesbaden 1911                                               | 01:00,78 |
| 200 m Rücken        | Yannick Lebherz                                                  | DSW 1912 Darmstadt                                               | 01:58,00 | Jenny Mensing                                                   | SC Wiesbaden 1911                                               | 02:10,21 |
| 200 m Lagen         | Markus Deibler                                                   | Hamburger SC                                                     | 01:58,67 | Theresa Michalak                                                | SV Halle/Saale                                                  | 02:13,32 |
| 400 m Lagen         | Yannick Lebherz                                                  | DSW 1912 Darmstadt                                               | 04:14,02 | Katharina Schiller                                              | VfL Waiblingen                                                  | 04:46,08 |
| 4 × 100 m Freistil  | Schwimmgemeinschaft Frankfurt Kutscher, Glania, Razeto, di Carli | Schwimmgemeinschaft Frankfurt Kutscher, Glania, Razeto, di Carli | 03:20,29 | Startgemeinschaft Dortmund Weber, Lange, Freiwald, Schiffer     | Startgemeinschaft Dortmund Weber, Lange, Freiwald, Schiffer     | 03:49,67 |
| 4 × 200 m Freistil  | Schwimmgemeinschaft Frankfurt Kutscher, Razeto, Wójt, di Carli   | Schwimmgemeinschaft Frankfurt Kutscher, Razeto, Wójt, di Carli   | 07:25,02 | Startgemeinschaft Dortmund Leidgebel, Lange, Freiwald, Schiffer | Startgemeinschaft Dortmund Leidgebel, Lange, Freiwald, Schiffer | 08:16,95 |
| 4 × 100 m Lagen     | SG Essen Rueter, Feldwehr, Schepers, Konopka                     | SG Essen Rueter, Feldwehr, Schepers, Konopka                     | 03:42,19 | SV Halle/Saale Gonschorek, Willers, Michalak, Schreiber         | SV Halle/Saale Gonschorek, Willers, Michalak, Schreiber         | 04:11,81 |

1. 1 2 3  neuer DSV-Rekord